# Het Klaverblad (zeepfabriek)
Het Klaverblad was een zeepfabriek te Haarlem. Het bedrijf was gelegen aan het Spaarne, en wel aan de Spaarnwouderstraat 14, waar veel Haarlemse industrie was gevestigd. In 1897 werd het geregistreerd als N.V. Haarlemsche Stoomzeepfabriek "Het Klaverblad" en Stoomzeep-, eau de cologne- en parfumeriënfabriek "Het Klaverblad".
Het bedrijf is vooral bekend van zeep met karnemelk als ingrediënt dat ze in 1879 introduceerden onder het merk 't Melkmeisje. Als reclame-instrument bracht het bedrijf gezelschapsspellen als domino en ganzenbord uit, alsmede het album Vogelleven, waarin men vogelplaatjes kon plakken.
In 1963 werd het bedrijf overgenomen door Koninklijke Sanders te Vlijmen. In 1984 is de productie verplaatst naar Vlijmen. In 2006 veranderde de naam Klaverblad in Melkmeisje.
In Haarlem verwijst ter nagedachtenis de straatnaam 'Klaverbladpoort' naar de voormalige zeepfabriek. Op het voormalige fabrieksterrein in nieuwbouw verrezen.

## Galerij

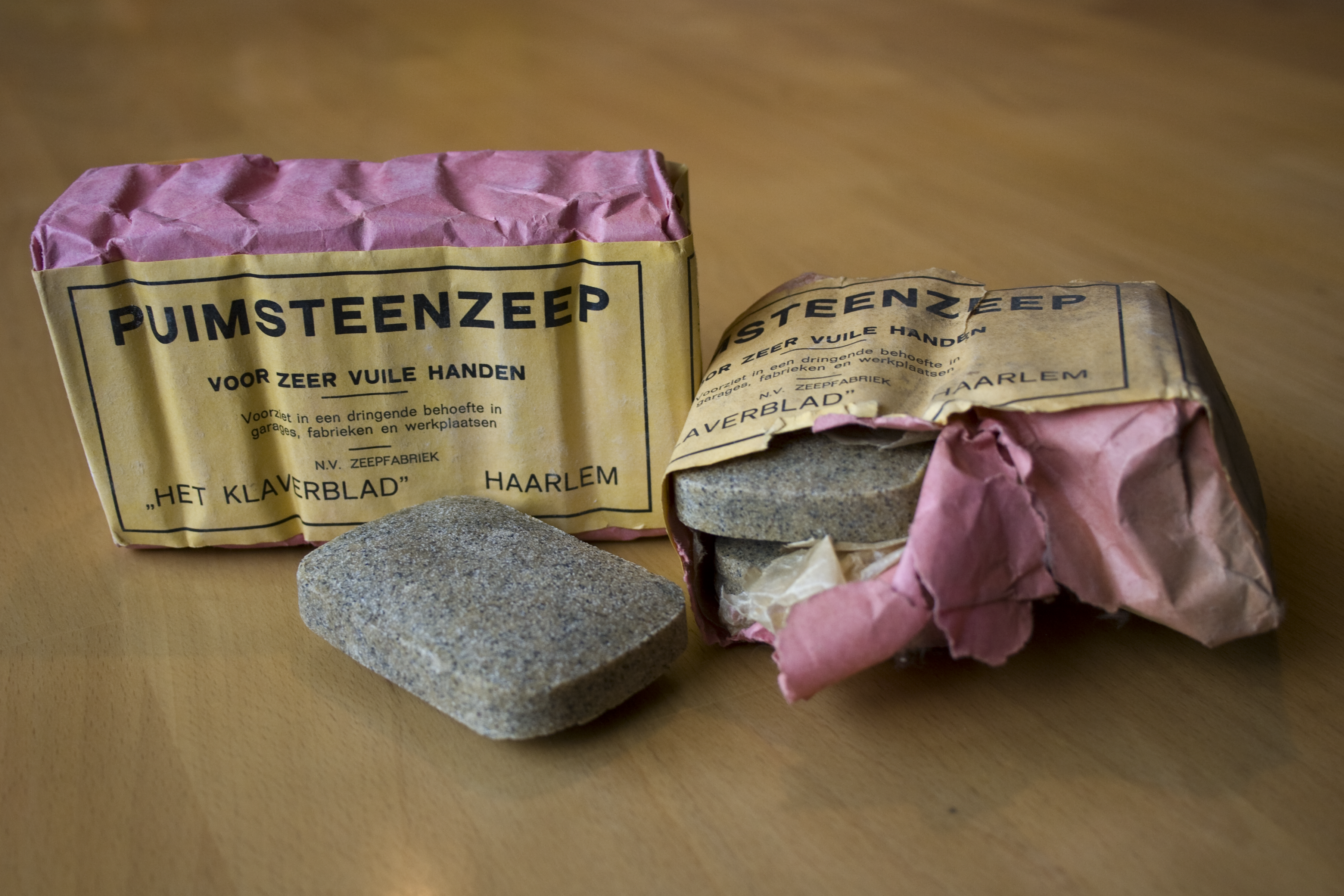
Puimsteenzeep van "Het Klaverblad"
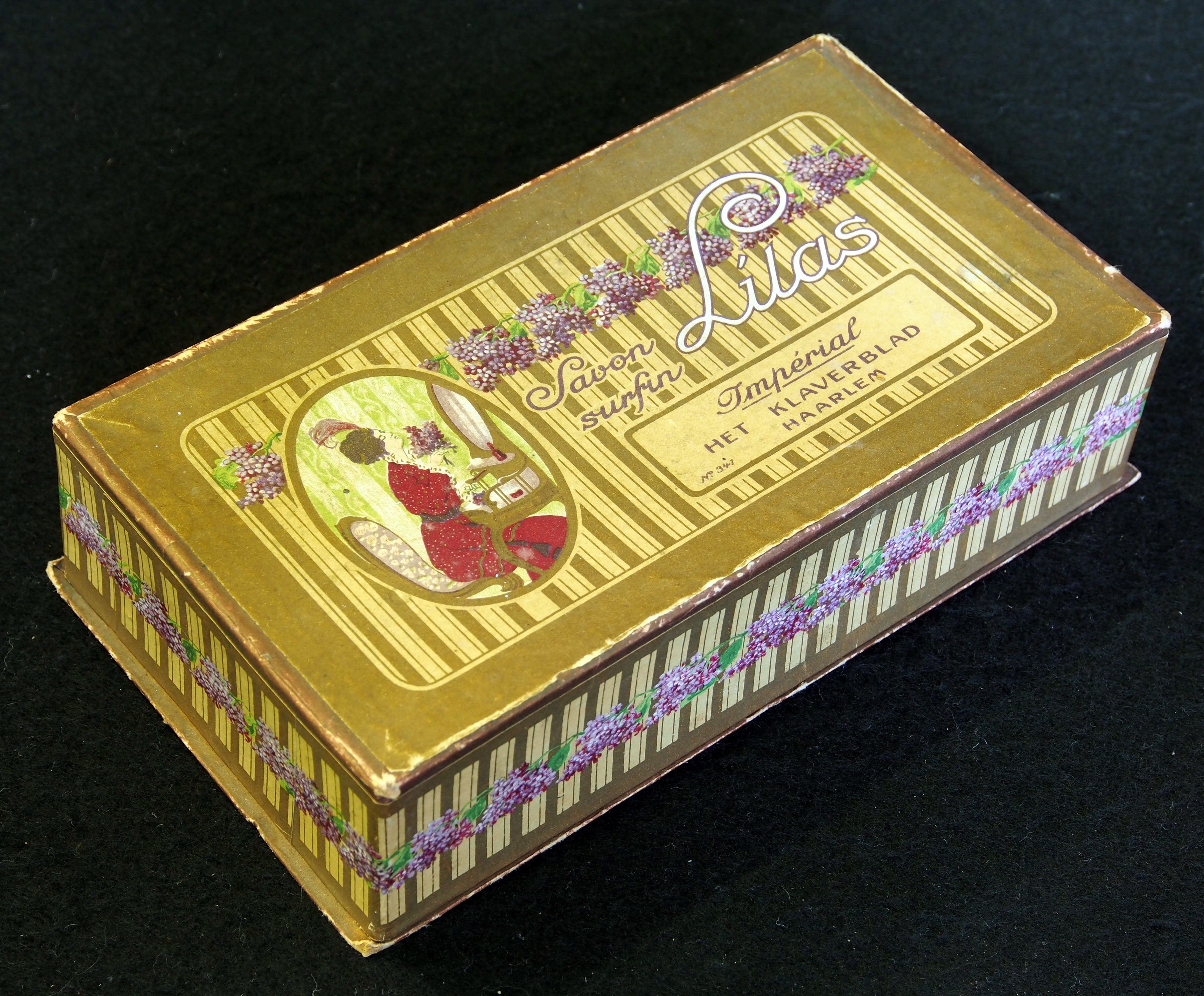
Lilas Savon doos, Impérial
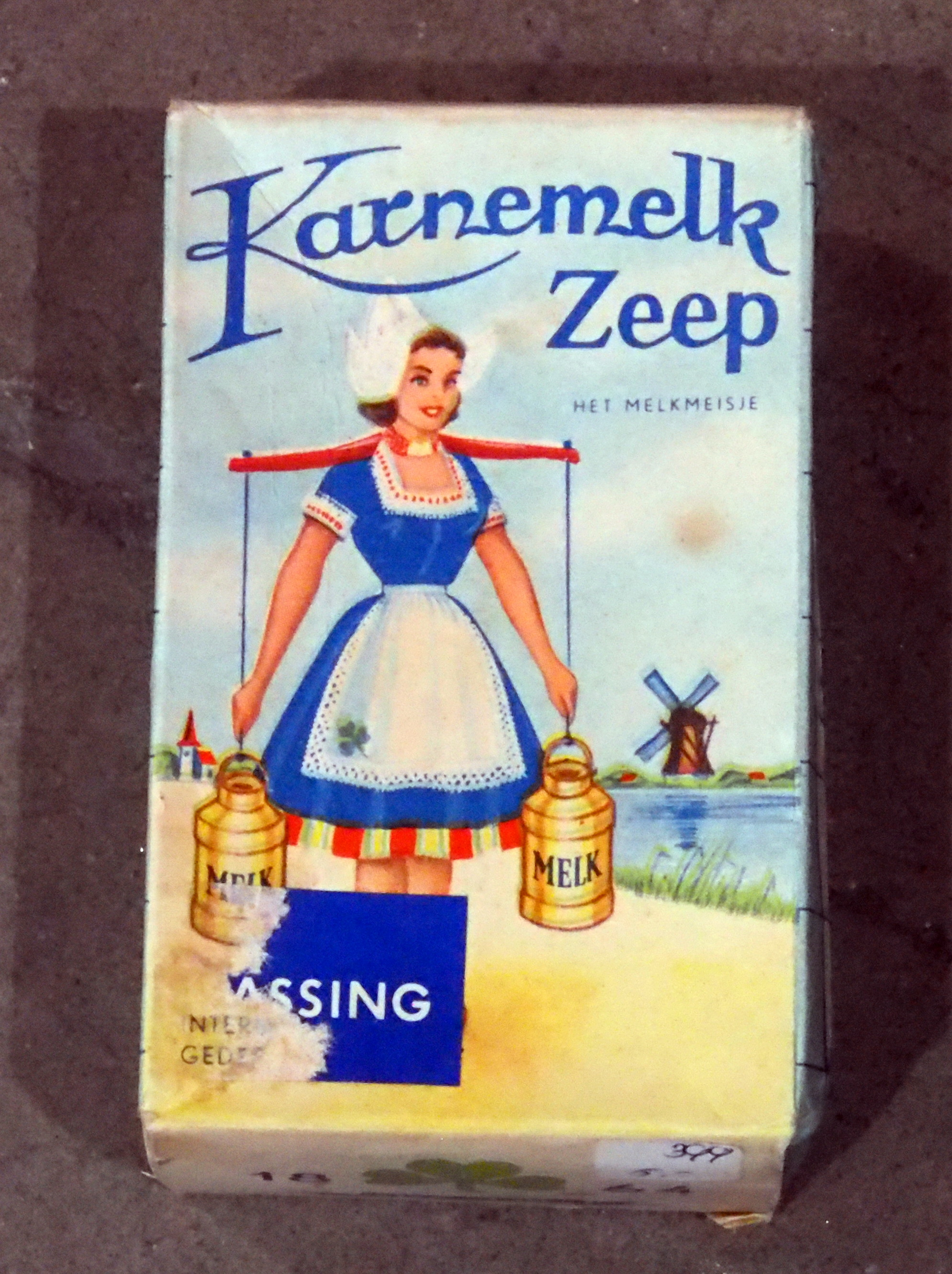
't Melkmeisje karnemelkzeep
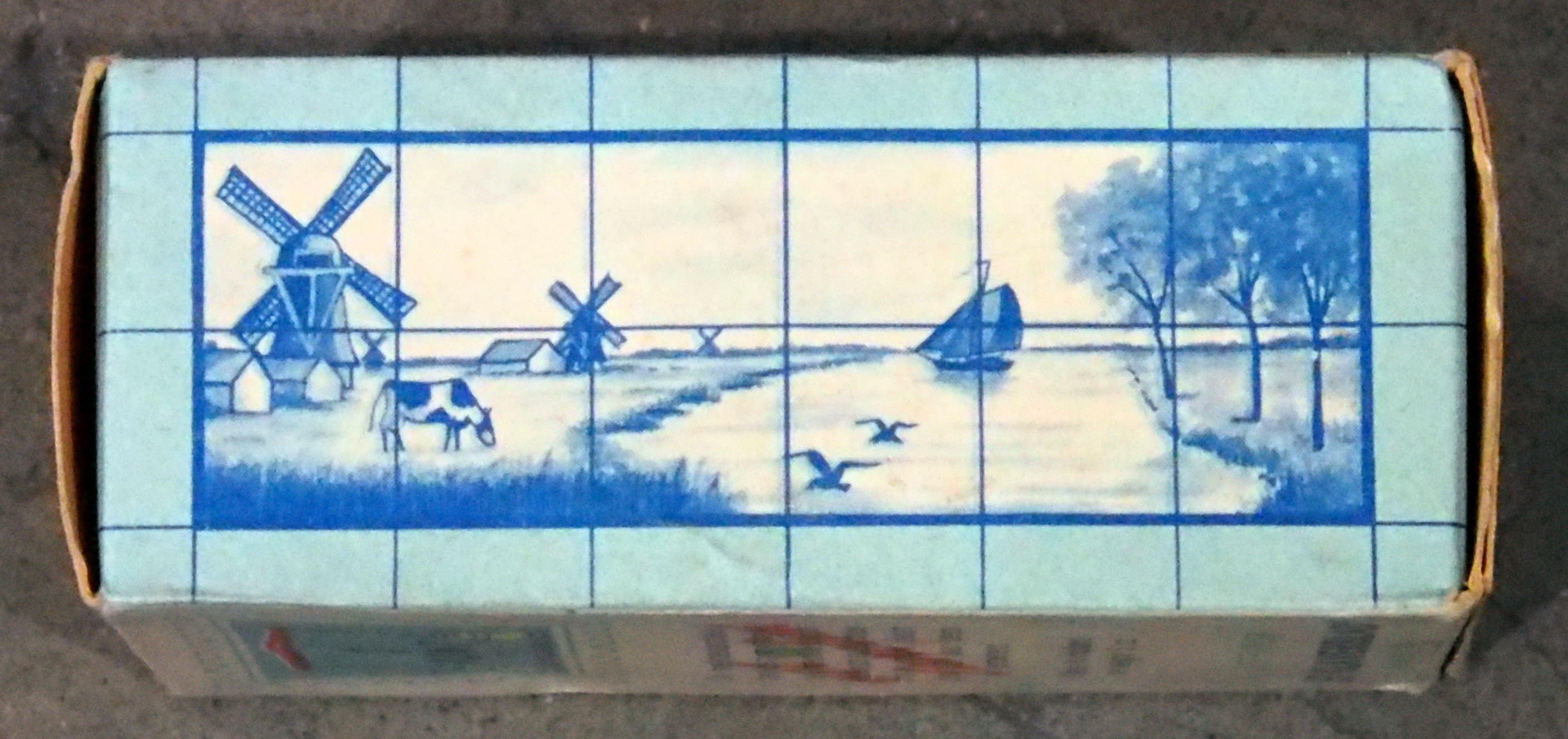
Verpakking van karnemelkzeep ‘t Melkmeisje met een afdruk van oud-Hollandse tegeltjes in Delfts Blauw-stijl
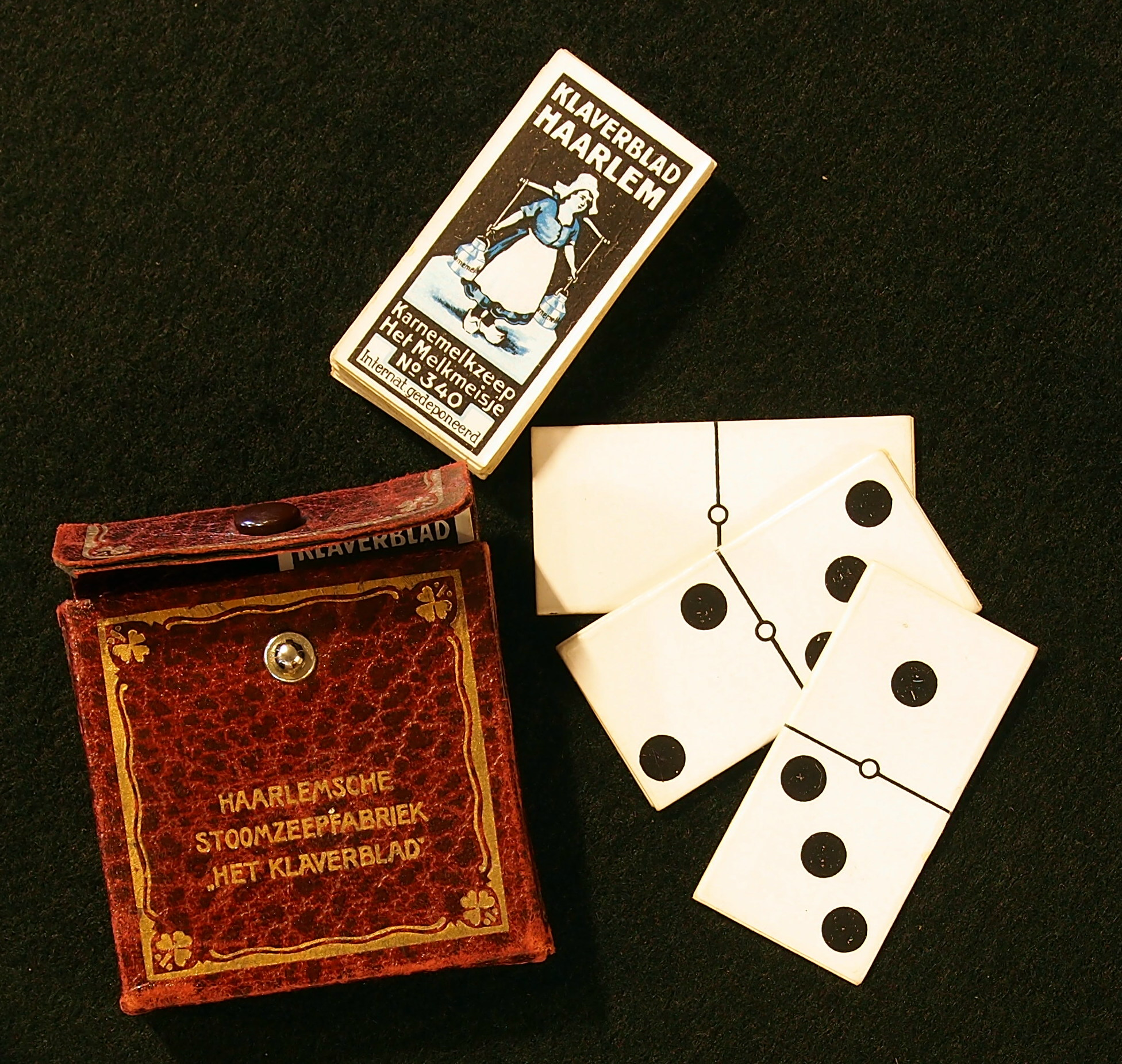
Dominospel als promotiemateriaal
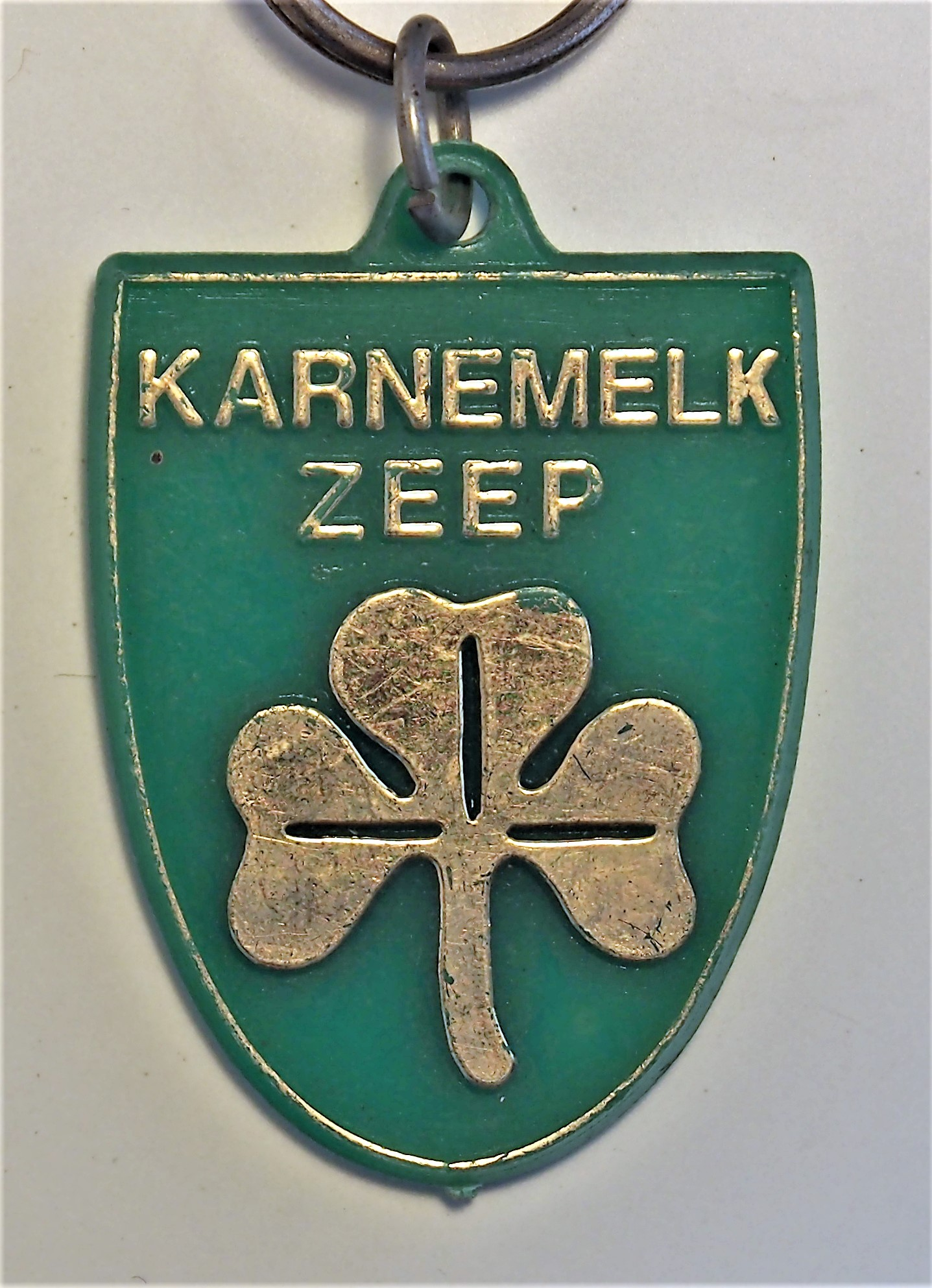
Sleutelhanger